# (751) Faïna
(751) Faïna – planetoida z pasa głównego asteroid okrążająca Słońce w ciągu 4 lat i 27 dni w średniej odległości 2,55 au. Została odkryta 28 kwietnia 1913 roku w Obserwatorium Simejiz na górze Koszka, na Krymie przez Grigorija Nieujmina. Nazwa pochodzi od imienia pierwszej żony odkrywcy Faïny Michajłowny Nieujminy. Przed nadaniem nazwy planetoida nosiła nazwę tymczasową (751) 1913 RK.